# Kirbya aenescens
Kirbya aenescens là một loài ruồi trong họ Tachinidae.